# 英田町
英田町（あいだちょう）は、かつて岡山県の北東部に位置した町。英田郡に属した。2005年、周辺自治体との合併によって美作市となり、旧英田町役場は美作市役所英田総合支所となっている。

## 地理
吉備高原の東部に位置し丘陵と山林で占められている。町の東部には岡山国際サーキット（旧称TIサーキット英田）がありモータースポーツが行われている。

## 歴史

### 沿革
- 1955年（昭和30年）2月1日 - 英田郡福本村・河会村の2村が合併し、英田町となる。
- 1956年（昭和31年）2月1日 - 勝田郡公文村の5地区を編入。同村の残り2地区は美作町へ編入。
- 2005年（平成17年）3月31日 - 英田郡美作町・作東町・大原町・東粟倉村、勝田郡勝田町との合併により美作市となる。

## 教育
- 英田町立英田小学校
- 英田町立英田中学校

両校とも現在は美作市立。

## 交通
- 町内を走る鉄道、高速道路はない。
- 町内を走る一般国道 ： 国道374号
- 町内を走る県道
  - 岡山県道46号和気笹目作東線
  - 兵庫県道・岡山県道90号赤穂佐伯線
  - 岡山県道362号位田飯岡線
  - 岡山県道379号百々樫村線
  - 岡山県道414号福本和気線
  - 岡山県道426号多麻滝宮線

## 名所・旧跡・観光スポット・祭事・催事
- 長福寺三重の塔
- 天石門別神社
- 大芦高原